# Apeadero de Papízios
El Apeadero de Papízios es una plataforma ferroviaria de la Línea de la Beira Alta, que sirve a la localidad de Papízios, en el Distrito de Viseu, en Portugal.

## Historia
Esta plataforma se encuentra en el tramo entre las Estaciones de Pampilhosa y Vilar Formoso de la Línea de la Beira Alta, que fue inaugurado por la Compañía de los Caminhos de Ferro Portugueses de la Beira Alta el 1 de julio de 1883.